# Escobaria albicolumnaria
Escobaria albicolumnaria, Hester (1923), es una especie fanerógama perteneciente a la familia Cactaceae. Es nativa de Texas en Estados Unidos.

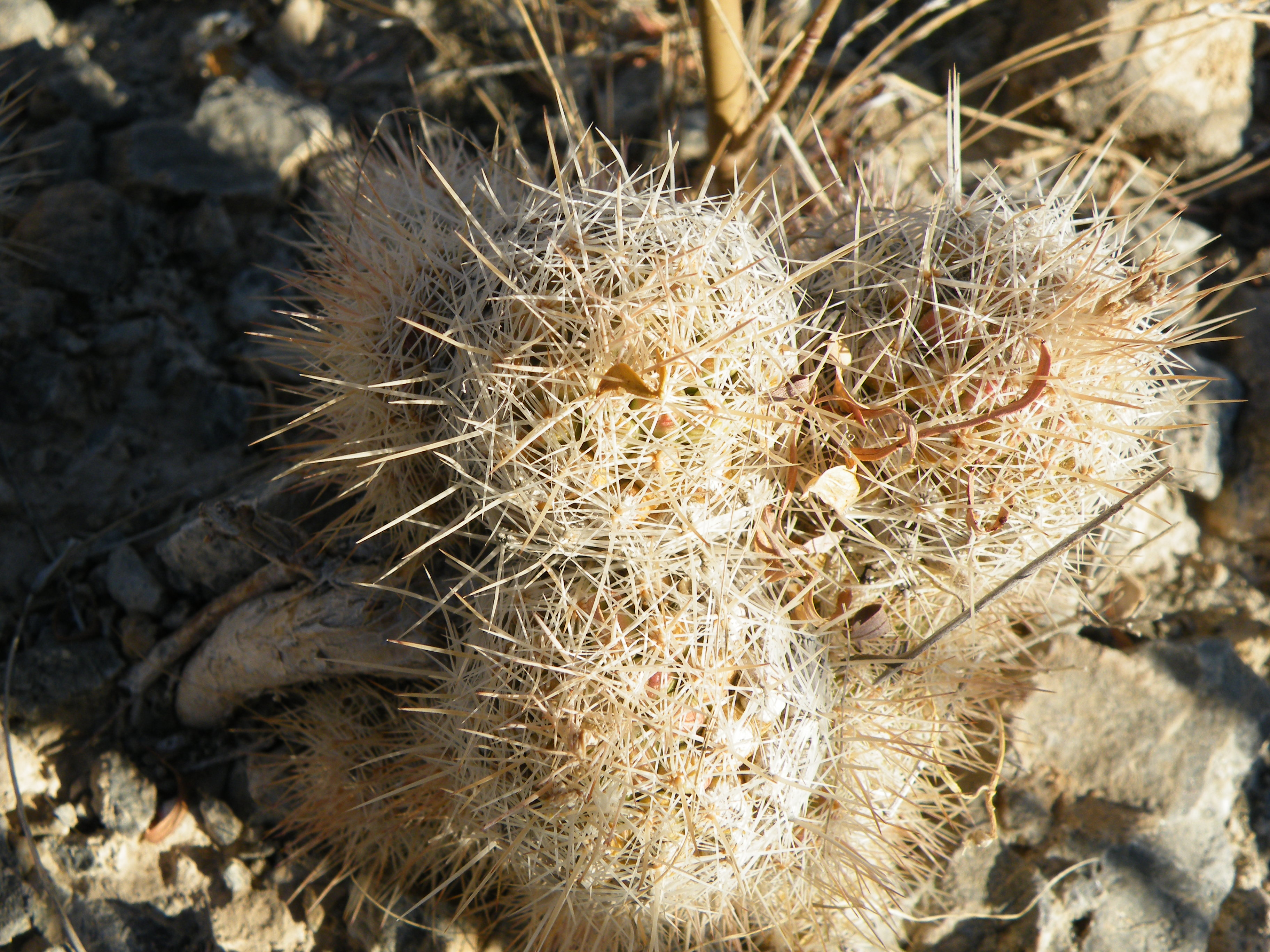
Vista de la planta

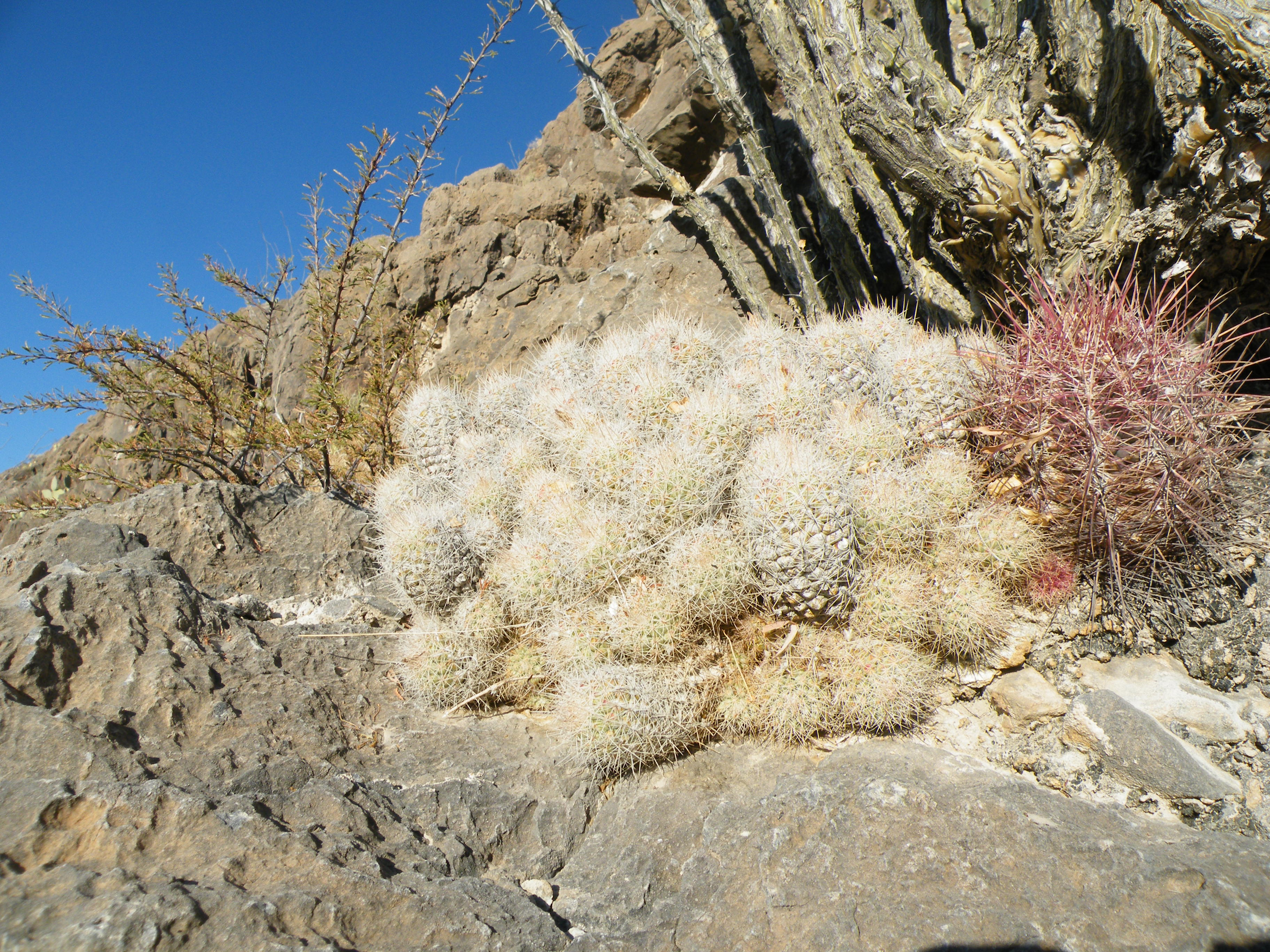
En su hábitat

## Descripción
Escobaria albicolumnaria crece aisladamente. Los tallos son cilíndricos y alcanzan los 4 a 6,5 centímetros de altura y hasta 25 centímetros de diámetro. Las areolas de 4 a 8 milímetros de largo, son rígidas y acanaladas a lo largo de toda su longitud. Tiene 11 a 15  espinas centrales blancas con una longitud de 1,2 a 1,8 centímetros. De dos a cuatro de ellas son ligeramente más largas que las otras. Las 25 a 30 espinas radiales blancas desplegadas tienen de 4 a 10 milímetros de largo. Algunos de ellas son como cerdas. Las flores rosas  miden hasta 2 cm de largo y llegan a un diámetro de 1,5 a 1,8 centímetros. Los frutos alargados son de color verde amarillento a rosado, de 1 a 1,7 centímetros de largo y con un diámetro de 5 a 7 milímetros. 

## Taxonomía
Escobaria albicolumnaria fue descrita por John Pinckney Hester y publicado en Desert Pl. Life 13: 129, tab., en el año 1941.
Etimología
Escobaria: nombre genérico otorgado en honor de los agrónomos mexicanos Rómulo Escobar Zerman (1882–1946) y Numa Pompilio Escobar Zerman (1874–1949).
albicolumnaria: epíteto que se deriva de las palabras latinas albus para "blanco" y columnarius para "pilar, columna" y se refiere a los tallos cortos cilíndricos.
Sinonimia
- Coryphantha albicolumnaria (Hester) Zimmerman (1972)
- Mammillaria albicolumnaria[3]